# Oligomyrmex wheeleri
Oligomyrmex wheeleri är en myrart som beskrevs av George Ettershank 1966. Oligomyrmex wheeleri ingår i släktet Oligomyrmex och familjen myror. Inga underarter finns listade i Catalogue of Life.